# Бенні Грант
Бенні Грант (англ. Benny Grant; 14 липня 1908, Оуен-Саунд — 30 липня 1991) — канадський хокеїст, що грав на позиції воротаря.

## Ігрова кар'єра
Професійну хокейну кар'єру розпочав 1928 року.
Протягом професійної клубної ігрової кар'єри, що тривала 17 років, захищав кольори команд «Торонто Мейпл-Ліфс», «Нью-Йорк Амеріканс» та «Бостон Брюїнс».
Загалом провів 52 матчі в НХЛ, з яких його клуби виграли 17, 4 матчі завершились внічию і в 27 матчах зазнала поразки.